# Kolommenstation

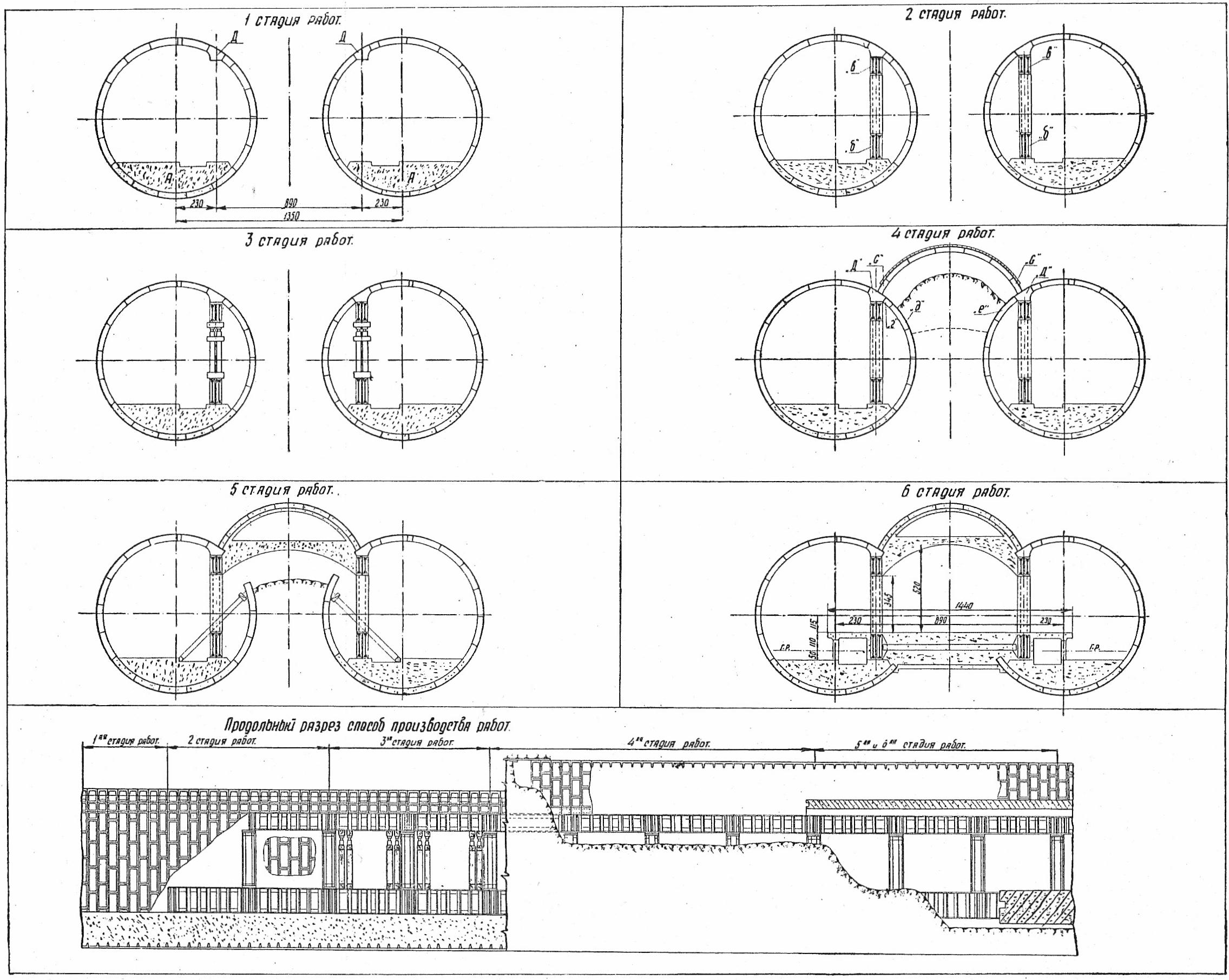
De verschillende stappen in de bouw van station Majakovskaja

Een kolommenstation, ook wel diep gelegen zuilenstation is een type metrostation.
Het is een ranke variant van het pylonenstation waarbij niet drie maar twee parallelle buizen worden geboord. Vervolgens worden de tunnelwanden aan de binnenzijde voorzien van kolommen (dragende zuilen) waarna tussen de twee tunnels een dak wordt aangebracht dat op de kolommen rust. Daarna worden de tunnelwanden weggebroken en de grond onder het dak weggegraven zodat een middenhal ontstaat. Als voorbeeld geldt station Majakovskaja in Moskou dat op de wereldtentoonstelling in 1939 werd bekroond met de Grand prix.